# Arius (entreprise)
Pour l’article homonyme, voir Arius.
Arius est une société de services en ingénierie informatique française filiale de BNP Paribas.

## Structure et chiffres
Arius est une société spécialisée dans la location et la gestion des outils du systèmes d'information.
Elle dépend de l'entité « Technology solutions » de la banque BNP Paribas. Arius fournit à environ 5 000 clients professionnels[réf. nécessaire], PME/PMI et grands comptes des solutions externalisées au travers de services de location, de gestion du parc informatique pour tiers, de conseils et de partenariats.
Elle emploie 120 personnes réparties dans 11 sites, à Paris et en province (France).
En 2008, elle dégage un chiffre d'affaires de 187 millions d'euros.

## Sources
- « Site d'Arius »(Archive.org • Wikiwix • Archive.is • Google • Que faire ?)